# Masakazu Kagiyama
Masakazu Kagiyama (jap. 鍵山 正和 Kagiyama Masakazu; * 12. April 1971 in Nagoya) ist ein japanischer Eiskunstläufer, der im Einzellauf antrat. Er ist dreimaliger Japanischer Meister und vertrat Japan bei den Olympischen Winterspielen 1992 und 1994. Er ist der Vater und Trainer des olympischen Silbermedaillengewinners von 2022 Yūma Kagiyama.

## Karriere
Masakazu Kagiyama ist zweimaliger Japanischer Juniorenmeister und Bronzemedaillengewinner der Juniorenweltmeisterschaften 1989. Zwischen 1990 und 1994 gewann er fünf Medaillen bei den Japanischen Meisterschaften, darunter drei Goldmedaillen in den Jahren 1991, 1992 und 1993. Er trat viermal bei den Weltmeisterschaften an; seine beste Platzierung war ein 6. Platz im Jahr 1994.
Kagiyama nahm an zwei Olympischen Winterspielen teil. Bei den Olympischen Winterspielen 1992 in Albertville belegte er den 13. Platz, bei den Olympischen Winterspielen 1994 in Lillehammer den 11. Platz. Nach seiner zweiten olympischen Saison beendete Kagiyama seine Karriere als Japanischer Vize-Meister und Sechstplatzierter der Weltmeisterschaften 1994.

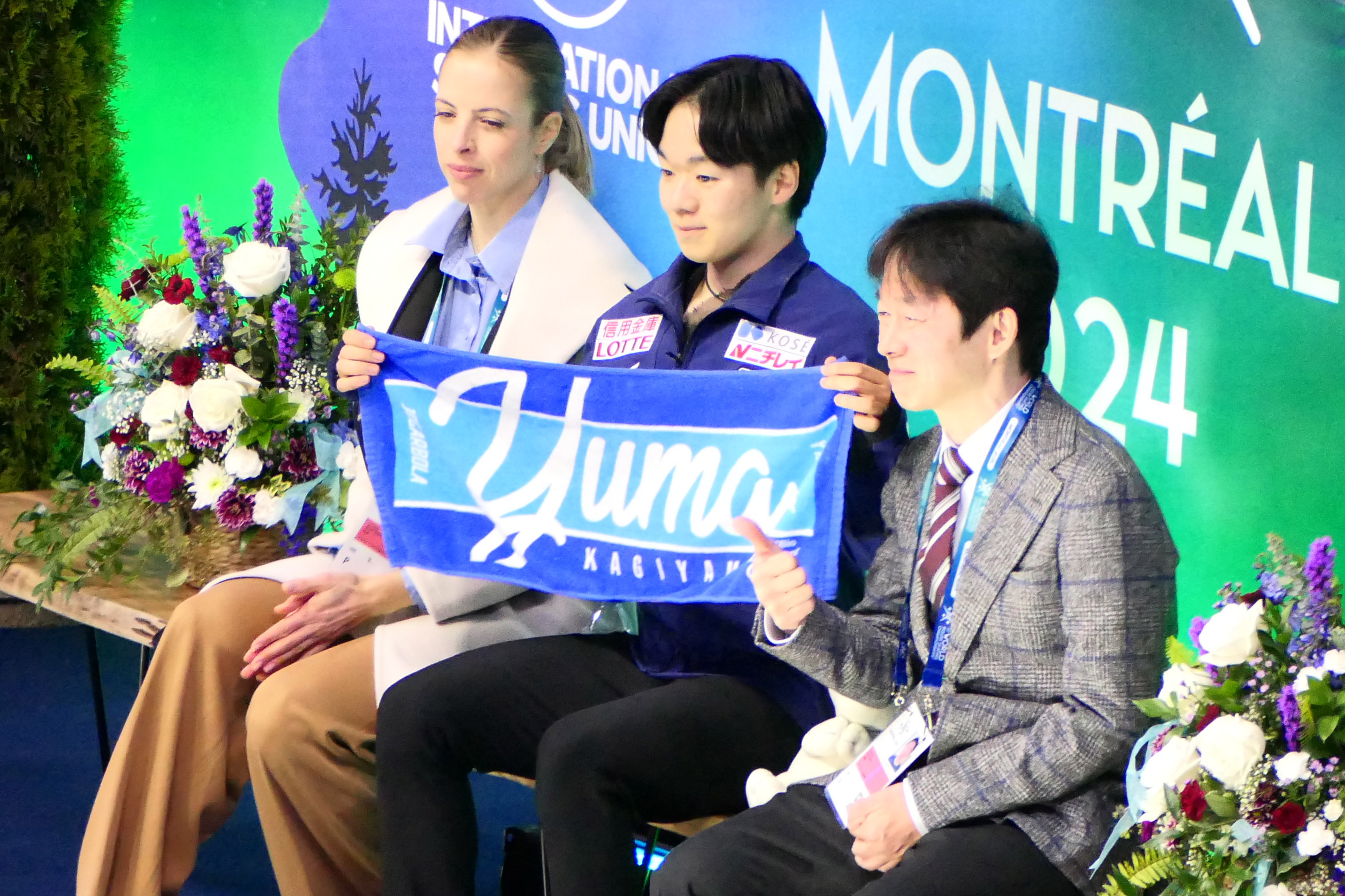
Masakazu Kagiyama (rechts) mit seinem Sohn Yūma Kagiyama (Mitte) und Carolina Kostner (links) bei den Eiskunstlauf-Weltmeisterschaften 2024

Nach dem Ende seiner eigenen Karriere im Leistungssport wurde Kagiyama Eiskunstlauftrainer. Seit 2008 trainiert er seinen 2003 geborenen Sohn Yūma Kagiyama.

## Ergebnisse
| Meisterschaft/Saison               | 1987/88 | 1988/89 | 1989/90 | 1990/91 | 1991/92 | 1992/93 | 1993/94 |
| ---------------------------------- | ------- | ------- | ------- | ------- | ------- | ------- | ------- |
| Olympische Winterspiele            |         |         |         |         | 13.     |         | 12.     |
| Weltmeisterschaften                |         |         |         | 10.     | 19.     | 8.      | 6.      |
| Winter-Universiade                 |         |         |         |         |         | 3.      |         |
| Juniorenweltmeisterschaften        | 10.     | 3.      |         |         |         |         |         |
| Japanische Meisterschaften         |         |         | 2.      | 1.      | 1.      | 1.      | 2.      |
| Japanische Juniorenmeisterschaften | 1.      | 1.      |         |         |         |         |         |